# Буке (Гар)
Буке (фр. Bouquet) је насељено место у Француској у региону Лангдок-Русијон, у департману Гар.
По подацима из 2011. године у општини је живело 177 становника, а густина насељености је износила 5,85 становника/km².

## Демографија
| 1962. | 1968. | 1975. | 1982. | 1990. | 2011. |
| ----- | ----- | ----- | ----- | ----- | ----- |
| 76    | 73    | 85    | 114   | 103   | 177   |